# ماركوس هيرنانديز
ماركوس هيرنانديز (بالإنجليزية: Marcos Hernandez) هو كاتب أغاني ومغني أمريكي، ولد في 1982 في فينيكس في الولايات المتحدة.

## وصلات خارجية
- الموقع الرسمي
- ماركوس هيرنانديز على موقع ميوزك برينز (الإنجليزية)